# Lottinoplastie

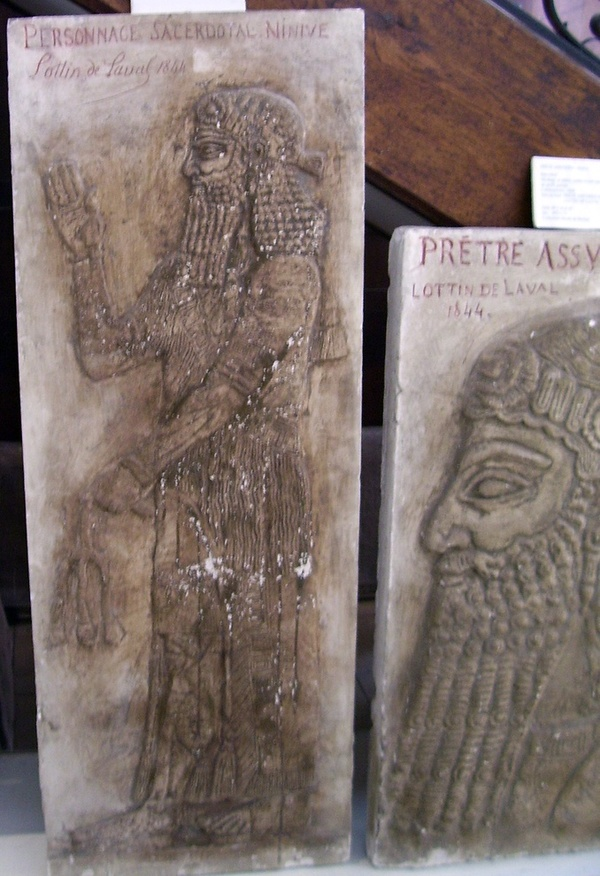
Lottinoplastien von 1844 aus Ninive im Museum von Bernay

Lottinoplastie, auch Lottinoplastique genannt, ist eine Methode, um Formen für Abgüsse antiker Altertümer zu erstellen. Sie wurde im 19. Jahrhundert vom Archäologen Pierre-Victorien Lottin entwickelt.

## Entstehung
Als Lottin im Winter 1843 die Keilschrift an der Burg von Van sah, versuchte er die Keilschrift durch Abklatsch zu kopieren, musste aber wegen des anhaltenden schlechten Wetters aufgeben. Da erinnerte er sich an Versuche, die er zehn Jahre zuvor auf einer archäologischen Reise durch Italien mit Abgusstechniken gemacht hatte und beschaffte sich in Bagdad die nötigen Zutaten. Dann entwickelte er die Lottinoplastie.

## Vorgehensweise
Um das Objekt zu schützen, von dem ein Abguss genommen werden soll, wird es zuerst mit einem Schwamm angefeuchtet oder mit Leinöl bestrichen. Dann werden mehrere Blatt grobes Papier in einer flachen Schale eingeweicht und auf das Objekt aufgelegt, von dem man einen Abguss anfertigen möchte. Danach wird darüber eine dicke Schicht Pappmaché aufgebracht und angebürstet, um Falten zu vermeiden. Anschließend wird das derart bestrichene Objekt abermals angefeuchtet und mit Kleister bestrichen, der mit etwas Aluminiumsulfat angereichert wurde. Darauf wird wieder eine Schicht Papier locker aufgebracht. Schließlich wird das Gebilde mit heißer Gelatine oder Warmleim bestrichen. Nachdem die aufgebrachte Masse durchgetrocknet ist, wird sie vorsichtig entfernt. Die Pappmachéform wird daraufhin mit Schmalz oder mit Sesamöl bestrichen und in die Nähe eines Feuers oder in die heiße Sonne gelegt. Dann wird die Form mit einer Mischung aus heißem Öl, Wachs und Terpentinessenz bestrichen und eine halbe Stunde bei 80° – 100 °C in einem Ofen gebrannt. Danach kann man die Form mit Gips ausgießen. Formen größerer Objekte können zum leichteren Transport einfach durchgesägt werden.

## Auswirkungen

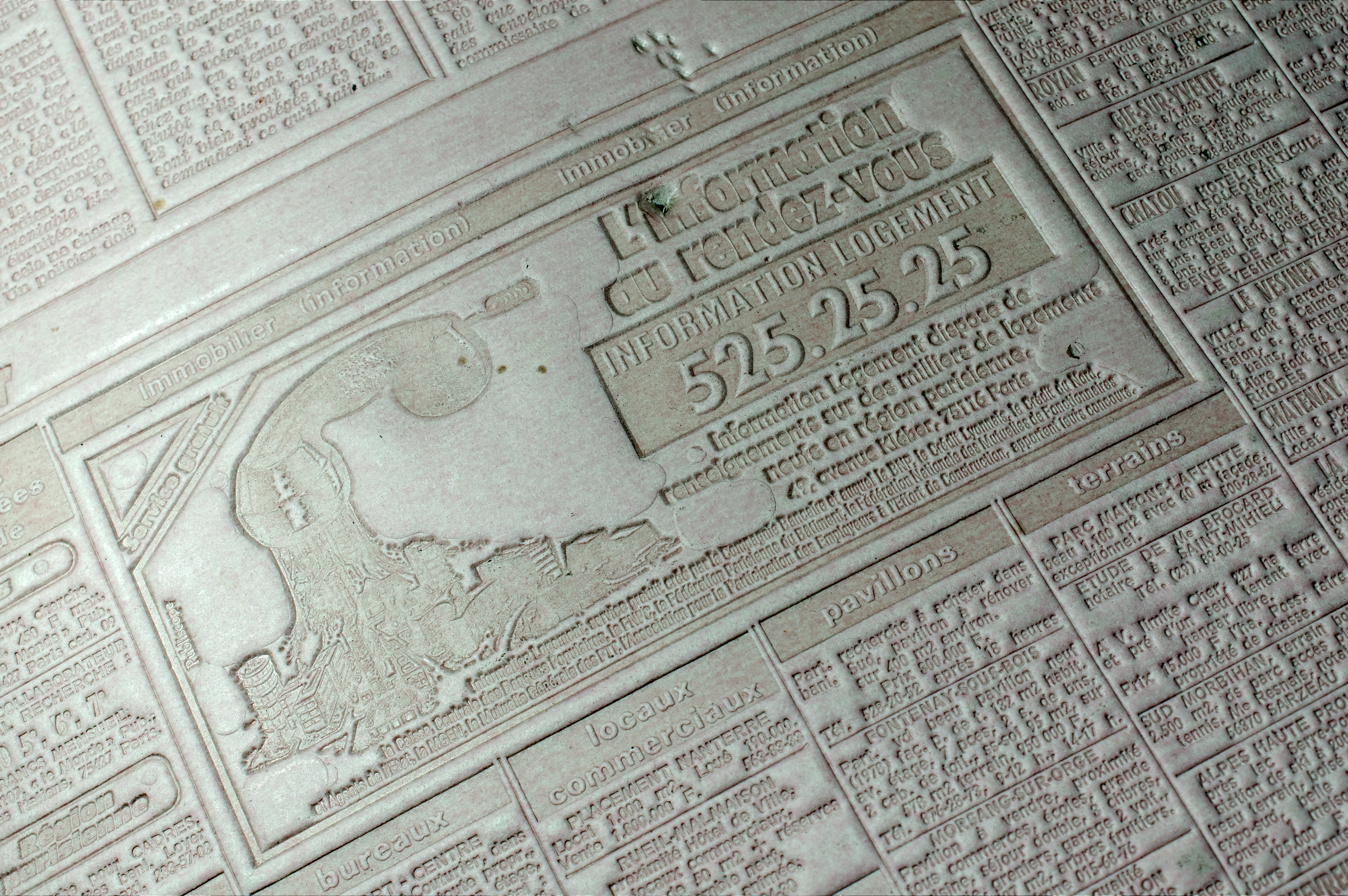
Der flan einer Zeitung

Der Fotograf und Archäologe Léon-Eugène Méhédin (1828–1905) besuchte Lottin 1854 in dessen Haus in Menneval und wandte die Lottinoplastie danach auf den Expeditionen an, die ihn 1860 und 1861 nach Ägypten und Mexiko führten. Die in Mexiko entstandenen Lottinoplastien wurden im Musée de l’Homme ausgestellt.
Die Lottinoplastie hat die Entwicklung des flan ermöglicht. Der flan ist eine Druckmatrize aus weichem Karton oder Gummi und wurde erstmals in den Druckmaschinen von Hippolyte Auguste Marinoni (1823–1904) verwendet.